# Лігі Рац
Лігі Рац (івр. ליהיא רז; англ. Lihie Raz, нар. 14 вересня 2003 — США) — ізраїльська гімнастка. Бронзова призерка чемпіонату Європи у вільних вправах. Перша в історії Ізраїлю призерка чемпіонату Європи.

## Біографія
Народилася в США.

## Кар'єра
Почала відвідувати секцію спортивної гімнастики в Рамат-га-Шароні у п'ятирічному віці, коли була відібрана тренером у дитячому садочку. До тринадцяти років перебувала в групі здоров'я, після чого була переведена до групи вищих спортивних результатів.

#### 2019
На чемпіонаті світу в Штутгарті, Німеччина, посівши 83 місце в багатоборстві, неочікувано для федерації здобула особисту ліцензію  на Олімпійські ігри в Токіо. Однак, за правила національного олімпійського комітету Ізраїлю для потрапляння до олімпійської збірної, крім особистої ліцензії, треба виконати додаткові вимоги: посісти на континентальній першості місце не нижче дванадцятого.

#### 2020
Оскільки Лігі не виконала додаткових вимог для включення до олімпійської збірної, то під час весняного локдауну їй не дозволили тренуватись, на відміну від Олександра Шатілова та Артема Долгопятаїї, тому фізичну форму підтримувала самотужки вдома.
У грудні під час пандемії коронавірусу на чемпіонаті Європи в Мерсіні, Туреччина, коли частина сильних збірних Європи змушена була пропустити континентальну першість, що значно знизило конкуренцію на турнірі, Лігі продемонструвала восьмий результат в кваліфікації у вільних вправах і не лише кваліфікувалась вперше в кар'єрі до фінальних змагань, але й виконала додаткову вимогу Ізраїлю для включення до олімпійської збірної. У фіналі вільних вправ з результатом 12,750 балів сенсаційно стала бронзовою призеркою чемпіонату Європи.

## Результати на турнірах
| Рік  | Змагання                  | КБ | ІБ | Опорний стрибок | Різновисокі бруси | Колода | Вільні вправи |
| ---- | ------------------------- | -- | -- | --------------- | ----------------- | ------ | ------------- |
| 2019 | Кубок виклику в Парижі    |    |    | 12              |                   |        | 12            |
| 2019 | Кубок виклику в Сомбатгеї |    |    | 10              |                   |        |               |
| 2019 | Кубок виклику в Осієці    |    |    | 6               |                   |        |               |
| 2019 | Чемпіонат світу           |    | 83 |                 |                   |        |               |
| 2020 | Чемпіонат Європи          |    |    | 11              |                   |        | 3             |
| 2021 | Чемпіонат Європи          |    | 22 |                 |                   |        |               |